# チャールダーム鉄道
チャールダーム鉄道（英語: Char Dham Railway、ヒンディー語: चार धाम रेलवे）は、インドのウッタラーカンド州で建設中・或いは計画中の鉄道路線。ヒマラヤ山中にあるヒンドゥー教おける著名な巡礼地である4箇所のチョーター・チャール・ダーム（ガンゴートリー、ヤムノートリー、ケーダールナート、バドリーナート）のアクセスを改善させると同時に、ガンゴートリーの近くに存在する中国と領土問題があるネーラーン（zh:葱莎）に対する軍事的牽制も兼ねた計画である。
この計画は大きく分けてA線とB線があり、デヘラードゥーンの手前（南東）のドーイーワーラーを起点とし、北東進してバーギーラティー川沿いを上るA線と、ヨーグ・ナグリー・リシケーシュ駅を起点とし、北東進してアラクナンダー川沿いを上るB線がある。
A線では途中のアターリー・ジャンクション（Athali Junction）でY字に別れ、ガンゴートリー方面の終点であるマネーリー行（A1）と、ヤムノートリー方面の終点であるパーラル行（A2）に分岐する。
B線では途中のセーコート（Saikot）でY字に別れ、ケーダールナート方面の終点であるソーンプラヤーグ行（B1）と、バドリーナート方面の終点であるジョーシーマト行（B2）に分岐する。
このうち、B線のヨーグ・ナグリー・リシケーシュからカルンプラヤーグが現在建設中で、開通すればこの区間は2時間強で結ばれる予定となっている。